# Il·los
Il·los (Illus, Ἴλλος, Ἰλλός, Ἴλλους, Ἵλλος, i Ἱλλοῦς) (nascut vers 435 – mort el 488) fou un destacat personatge romà d'Orient del regnat de Zenó (474-491). Tenia el títol de patrici.
Era natural d'Isàuria i va exercir suposadament diversos oficis sota l'emperador Lleó I el Traci (457-474) i es va fer amic de Zenó, gendre de Lleó. Quan Zenó fou expulsat de la cort per Basilisc, germà de l'emperadriu Verina (viuda de Lleó) el 475, es va refugiar a Isàuria. Basilisc va enviar un exèrcit a perseguir-lo dirigit per Il·los i el seu germà Trocundes, que van derrotar el fugitiu el 476 i el van assetjar a un turó de nom Constantinoble; durant el setge Zenó es va guanyar a Il·los i al seu germà, que no estaven satisfets amb Basilisc i van unir les seves forces al rebel i van marxar cap a la capital. A Nicea, a Bitínia, es van trobar amb les forces de Basilisc dirigides pel seu nebot Armat o Harmat (Armatus o Harmatus, Ἀρμᾶτος or Ἄρματος), al que van derrotar; Basilisc fou tot seguit enderrocat (477) i Zenó proclamat emperador.
El 478 Il·los fou cònsol únic i el 479 va sufocar la revolta de Marcià, net de l'emperador Marcià i fill d'Antemi, emperador d'Occident. Marcià s'havia casat amb Leòncia, filla de Lleó I el Traci i de Verina, i germana d'Ariadna, esposa de Zenó. La revolta va esclatar a Constantinoble on les tropes de Zenó foren derrotades, i l'emperador va quedar assetjat a palau. Il·los va subornar a les forces rebels i va aconseguir sufocar la revolta. Marcià i els seus germans Procopi i Ròmul, foren fets presoners; els dos darrers es van poder escapar però Marcià fou enviat a Tars a Cilícia, i obligat a fer-se sacerdot. Això va consolidar el poder d'Il·los. Trocundes, germà d'Il·los fou cònsol el 482.
Il·los fou després patrici i magister officiorum. Va cultivar la ciència i la literatura. Va ser patró del poeta Pamprepi (Pamprepius, Παμπρέπιος) pel que va obtenir un salari de les finances públiques i també li va oferir un donatiu dels seus recursos privats. Pampreni era nadiu de Tebes o de Panòpolis (a Egipte) i era pagà; destacava com a poeta i també com a gramàtic, i deia que sabia endevinar el futur; Zenó i Verina l'odiaven i durant una absència de Il·los que va anar a Isàuria per afers privats, el van desterrar acusat d'endevinar el futur en contra de l'emperador. Il·los es va adonar que el desterrament de Pamprepi era degut a la seva amistat amb ell, i va acollir al poeta a casa seva a Isàuria i quan va tornar a la capital se'l va emportar amb ell. Zenó desconfiava de totes les persones que tenien talent i el favor popular del que gaudia Il·los el va fer objecte de sospita.
Verina va planejar la seva mort i es diu que va enviar un alà per matar-lo i que només el va ferir però això podria ser una confusió amb un complot posterior; en tots cas si que va intentar alguna cosa i el complot va fracassar i Zenó la va desterrar a petició d'Il·los i la va confinar a la fortalesa de Papurios. Aquests fets no se sap quan van passar: Càndid diu que fou abans de la revolta de Marcià i Teodor Lector diu que fou desterrada dues vegades, una per causa de la seva connexió amb Basilisc i un altre després de la revolta de Marcià pel seu complot contra Il·los.
Verina, ja empresonada, va convèncer a la seva filla Ariadna, esposa de Zenó, que va fer de mediadora primer per obtenir el perdó de l'emperador, que ho va condicionar a obtenir el perdó també d'Il·los. Quan es va dirigir a aquest, Il·los li va negar el perdó i encara va acusar Ariadna de voler una altra persona al tron del seu espòs. Irritada Ariadna va planejar matar a Il·los com havia fet la seva mare. Jordanes diu que el seu odi venia d'un altra causa, i era que Il·los havia inflat el cap a l'emperador contra la seva dona fins al punt de què Zenó havia intentat desfer-se d'ella, i que per això volia revenja; també Ariadna va utilitzar un assassí a sou, probablement aquesta vegada l'alà que la història atribueix a sicari de la mare, que va fracassar però va tallar una orella d'Il·los; se sospita que Zenó estava al corrent de l'intent d'assassinat però com que l'assassí fou agafat immediatament no va poder impedir la seva execució.
Després d'això Il·los es va retirar a Nicea amb el seu amic Pamprepi. Després, al·legant que necessitava aires purs per la seva ferida, se'n va anar a l'est i allí fou nomenat per l'emperador, general de les forces orientals amb facultat de nomenar els oficials provincials. Entre els principals nomenaments estaven el general Marsos, un oficial isauri (que era el que havia presentat Pampreni a Il·los) i el patrici sirià Lleonci, que l'havien acompanyat a l'est, i segurament també el seu germà Trocundes.
Il·los no va tardar a revoltar-se el 483 o 484 i va proclamar al sirià Lleonci com a emperador per raó de la seva dignitat de patrici i el seu prestigi a l'exèrcit; va derrotar l'exèrcit de Zenó a Antioquia i va aconseguir el suport dels isauris, amb el que es va apoderar de la fortalesa de Papurios on va trobar a Verina, a la que va alliberar i la va obligar a coronar a Lleonci a Tars. Verina també va haver d'enviar una carta als oficials imperials a Antioquia, Egipte i Orient que els demanava que s'unissin a Il·los. Seguidament Verina fou tancada altre cop a Papurios on poc després va morir.
Zenó va enviar contra els rebels un exèrcit reclutat entre macedonis i escites (probablement ostrogots) dirigit per Joan el Geperut (o Joan l'Escita) i per Teodoric l'Ostrogot que en aquest moment era cònsol. Aquest exèrcit, sota la direcció de Joan, va derrotar els rebels prop de Selèucia a Isàuria i va obligar els rebels a refugiar-se a la fortalesa de Papurios, on van quedar assetjats.
Trocundes va intentar escapar i reunir forces però fou capturat i executat. Il·los i Lleonci no van saber aquesta mort i encoratjats per Pamprepi, que en les seves visions del futur assegurava que Trocundes tornaria i que guanyarien, van resistir més de tres anys però en el quart any es va saber la mort de Trocundes i Il·los va fer matar Pamprepi per falsari. Una mica després, per una traïció del cunyat de Trocundes, enviat des de Constantinoble per Zenó, la fortalesa fou ocupada i Il·los i Lleonci capturats i decapitats (488) i els seus caps enviats a l'emperador.
| Precedit per: Basilisc August I Armat cònsols l'any 476 | Cònsol romà 478 | Succeït per: Zenó August III |